# Decoding the Tomb of Bansheebot
Decoding the Tomb of Bansheebot — двадцатый студийный альбом гитариста-виртуоза, известного под псевдонимом Buckethead, издан в 2007 году лейблом Hatboxghost Music.

## Об альбоме
Decoding the Tomb of Bansheebot затрагивает историю вымышленного противника Бакетхэда — Баншибота, персонажа альбома Bucketheadland (композиции «Enter Slipdisc» и «Bansheebot vs. Buckethead»). В музыкальном плане альбом продолжает звучание предыдущей записи — Pepper’s Ghost. Он вышел одновременно с альбомами Cyborg Slunks и Kevin’s Noodle House (последний был записан Бакетхэдом и Брэйном совместно). Включает известную композицию «Sail on Soothsayer», которая, нарядку с «Soothsayer» из альбома Crime Slunk Scene и «Aunt Suzie» из Cyborg Slunks, посвящена тётушке гитариста — Сюзи, почившей в 2007 году. В песнях «Materilalizing The Disembodied» и «Ghost Host» присутствуют ссылки на сценарий аттракциона «Призрачное поместье».

## Список композиций
| №   | Название                                                 | Длительность |
| --- | -------------------------------------------------------- | ------------ |
| 1.  | «Materilalizing The Disembodied»                         | 2:04         |
| 2.  | «Asylum of Glass»                                        | 4:36         |
| 3.  | «Ghost Host»                                             | 3:08         |
| 4.  | «Killing Cone»                                           | 4:21         |
| 5.  | «Bloodless»                                              | 4:06         |
| 6.  | «Checkerboard Incision»                                  | 4:02         |
| 7.  | «Circarama»                                              | 2:15         |
| 8.  | «Disecto»                                                | 2:22         |
| 9.  | «Pickwick's Lost Chapter»                                | 0:33         |
| 10. | «I Can Only Carry 50 Chickens at a Time»                 | 3:06         |
| 11. | «Stretching Lighthouse»                                  | 3:19         |
| 12. | «Hall of Scalding Vats»                                  | 6:25         |
| 13. | «Sail on Soothsayer (In Memory of Aunt Suzie 1932-2007)» | 6:29         |

## Участники записи
- Бакетхэд — электрогитара
- Дэн Монти — бас-гитара